# Fauches
Fauches war ein Flächenmaß in der Schweiz. Das Maß war ein Aussaatmaß und 15 Maßl Getreide bestimmten die Flächengröße. Die Wiener Quadrat-Klafter ist hier praxisbezogen mit 3 bis 3,6 Quadratmeter angesetzt.
- 1 Fauches = 1826 Quadrat-Klafter (wiener) = 2273,5 Quadrat-Klafter (sächsische) etwa 6100 bis 6580 Quadratmeter
- 7 Fauches = 1 Joch (wiener)